# Julius Johansen
Julius Graungaard Johansen (født 13. september 1999 i Blovstrød) er en dansk cykelrytter, som kører for UAE Team Emirates XRG.
Johansen vandt bronze ved juniorens linjeløb til DM i landevejscykling 2015. I 2017 vandt han junior-DM i både linjeløb og enkeltstart. Samme år vandt han sølv i juniorernes enkeltstart ved EM i landevejscykling og guld i linjeløbet ved VM i landevejscykling. I 2020 vandt han VM i 4000 meter holdforfølgelsesløb ved VM på bane i Berlin sammen med Lasse Norman Hansen, Rasmus Lund Pedersen og Frederik Rodenberg. Kvartetten besejrede New Zealand i finalen og satte samtidig ny verdensrekord i tiden 3.44,672 minutter, den tredje forbedring på to dage. Præstationen var med til at sikre de fire ryttere prisen som Årets Sportsnavn 2020.

## Meritter

### Landevej
2017
1. plads,  VM i landevejscykling for juniorer
1. plads,  DM i landevejscykling for juniorer
1. plads,  DM i enkeltstart for juniorer
1. plads samlet, Trofeo Karlsberg
1. plads, 3b. etape (enkeltstart)
2. plads,  EM i enkeltstart for juniorer
6. plads, VM i enkeltstart for juniorer
2018
1. plads,  DM i landevejscykling for U23
2020
1. plads,  DM i enkeltstart for U23
1. plads,  DM i landevejscykling for U23

## Udmærkelser
- Årets Talent i dansk cykelsport (2017)[2]

## Privat
Den 22. februar 2022 blev han forlovet med Tusnelda Svanholmer.